# Rosario (Cavite)
Rosario é um município de  primeira classe de renda municipal (d) na província Cavite, nas Filipinas. De acordo com o censo de 1 de maio  de  2020 possui uma população de 110 807 pessoas e 31 510 domicílios.